# (27372) Ujifusa
(27372) Ujifusa est un astéroïde de la ceinture principale.

## Description
(27372) Ujifusa est un astéroïde de la ceinture principale. Il fut découvert le 8 mars 2000 à Socorro (Nouveau-Mexique) par le projet LINEAR. Il présente une orbite caractérisée par un demi-grand axe de 2,98 UA, une excentricité de 0,13 et une inclinaison de 0,9° par rapport à l'écliptique.

## Compléments